# Alberto II de Sajonia
Alberto II de Sajonia (Wittenberg del Elba, h. 1250-25 de agosto de 1298, cerca de Aken) fue hijo del duque Alberto I de Sajonia y su tercera esposa Elena de Brunswick y Lunenburgo, hija de Otón el Niño. Apoyó a Rodolfo I de Alemania en su elección como rey de romanos y se convirtió en su yerno. Después de la muerte de su padre Alberto I en 1260, Alberto II gobernó conjuntamente el ducado de Sajonia con su hermano mayor Juan I, y posteriormente con los hijos del último. 

## Biografía
En 1269, 1272 y 1282 los hermanos gradualmente dividieron sus competencias de gobierno dentro de los tres territorios sajones desconectados (una llamada Land Hadeln alrededor de Otterndorf, otro alrededor de Lauenburg del Elba y el tercero alrededor de Wittenberg), preparando así la división. 
En la elección imperial de 1273, Alberto II representó el gobierno conjunto de los hermanos. A su regreso Rodolfo I había casado con su hija Inés de Habsburgo a Alberto II. Después de que Juan I dimitiese en 1282 en favor de sus tres hijos menores Erico I, Juan II y Alberto III, seguido por su muerte tres años más tarde, los tres hermanos y su tío Alberto II continuaron el gobierno conjunto en Sajonia.
En 1288, Alberto II pidió al rey Rodolfo I que se invistiera a su hijo y heredero duque Rodolfo I con el electorado de Sajonia, lo que dio lugar a una larga disputa con el entusiasta clan de la Casa de Wettin. Cuando el condado de Brehna revirtió al Imperio tras la extinción de su familia condal, el rey enfeudó al duque Rodolfo. En 1290 Alberto II ganó el Condado de Brehna y en 1295 el Condado de Gommern por Sajonia. El rey Wenceslao II de Bohemia triunfó a la hora de llevar a Alberto II en favor de elegir a Adolfo de Nassau como nuevo emperador: Alberto II firmó como elector un pacto el 29 de noviembre de 1291 que votaría lo mismo que Wenceslao. El 27 de abril de 1292 Alberto II, con sus sobrinos aún menores, hizo uso del voto electoral sajón, eligiendo a Adolfo de Alemania.
El último documento, mencionando el gobierno conjunto de Alberto II con sus sobrinos como duques, que datan de 1295. La partición definitiva del ducado de Sajonia en Sajonia-Lauenburgo, gobernó conjuntamente con los hermanos Alberto III, Erico I y Juan II y Sajonia-Wittenberg, gobernado por Alberto II empezó antes del 20 de septiembre de 1296, cuando el Vierlande, Sadelbande (Land de Lauenburgo), el Land de Ratzeburg, el Land de Darzing (más tarde Amt Neuhaus), y el Land de Hadeln son mencionados como el territorio separado de los hermanos. Alberto II recibió Sajonia-Wittenberg alrededor de la ciudad epónima y Belzig. Alberto II así se convirtió en el fundador de la línea de Ascania de Sajonia-Wittenberg.

## Matrimonio y descendencia
En 1282 Alberto II se casó con Inés de Habsburgo, hija de Rodolfo I de Alemania, haciendo de ella una de las consortes sajonas, y tuvieron los siguientes hijos: 
- Rodolfo I de Sajonia, Angria y Westfalia (Wittenberg) (Wittenberg, h. 1284 - Wittenberg, 12 de marzo de 1356)
- Otón de Sajonia, Angria y Westfalia (?-1349), ∞ Lucía de Dalmacia
- Alberto II de Sajonia, Angria y Westfalia (?-19 de mayo de 1342, Passau), príncipe-obispo de Passau
- Wenceslao de Sajonia, Angria y Westfalia (?-17 de marzo de 1327, Wittenberg), canónico en la catedral de Halberstadt
- Isabel de Sajonia, Angria y Westfalia (?-3 de marzo de 1341), ∞ 1317 Obizzo III de Este-Ferrara en lo que hoy es Italia
- Ana de Sajonia, Angria y Westfalia (?-22 de noviembre de 1327, Wismar), (1) ∞ 8 de agosto de 1308 en Meissen con el margrave Federico el débil (9 de mayo de 1293 - 13 de enero de 1315), hijo de Federico I de Meissen, (2) ∞ 6 de julio de 1315 con el duque Enrique II el León de Mecklemburgo (Riga, h. 1267-21 de enero de 1329, Doberan)

## Ancestros
|  |                                                            |  |  |  |  |  |  |  |  |  |  |  |  |  |  |  |
|  | 16. Otón de Ballenstedt                                    |  |  |  |  |  |  |  |  |  |  |  |  |  |  |  |
|  |                                                            |  |  |  |  |  |  |  |  |  |  |  |  |  |  |  |
|  |                                                            |  |  |  |  |  |  |  |  |  |  |  |  |  |  |  |
|  | 8. Alberto el Oso                                          |  |  |  |  |  |  |  |  |  |  |  |  |  |  |  |
|  |                                                            |  |  |  |  |  |  |  |  |  |  |  |  |  |  |  |
|  |                                                            |  |  |  |  |  |  |  |  |  |  |  |  |  |  |  |
|  | 17. Eilika de Sajonia                                      |  |  |  |  |  |  |  |  |  |  |  |  |  |  |  |
|  |                                                            |  |  |  |  |  |  |  |  |  |  |  |  |  |  |  |
|  |                                                            |  |  |  |  |  |  |  |  |  |  |  |  |  |  |  |
|  | 4. Bernardo de Anhalt                                      |  |  |  |  |  |  |  |  |  |  |  |  |  |  |  |
|  |                                                            |  |  |  |  |  |  |  |  |  |  |  |  |  |  |  |
|  |                                                            |  |  |  |  |  |  |  |  |  |  |  |  |  |  |  |
|  | 18. Herman I de Winzenburg                                 |  |  |  |  |  |  |  |  |  |  |  |  |  |  |  |
|  |                                                            |  |  |  |  |  |  |  |  |  |  |  |  |  |  |  |
|  |                                                            |  |  |  |  |  |  |  |  |  |  |  |  |  |  |  |
|  | 9. Sofía de Winzenburg                                     |  |  |  |  |  |  |  |  |  |  |  |  |  |  |  |
|  |                                                            |  |  |  |  |  |  |  |  |  |  |  |  |  |  |  |
|  |                                                            |  |  |  |  |  |  |  |  |  |  |  |  |  |  |  |
|  | 19. una condesa de Everstein                               |  |  |  |  |  |  |  |  |  |  |  |  |  |  |  |
|  |                                                            |  |  |  |  |  |  |  |  |  |  |  |  |  |  |  |
|  |                                                            |  |  |  |  |  |  |  |  |  |  |  |  |  |  |  |
|  | 2. Alberto I, duque de Sajonia                             |  |  |  |  |  |  |  |  |  |  |  |  |  |  |  |
|  |                                                            |  |  |  |  |  |  |  |  |  |  |  |  |  |  |  |
|  |                                                            |  |  |  |  |  |  |  |  |  |  |  |  |  |  |  |
|  | 20. Magnus I de Suecia                                     |  |  |  |  |  |  |  |  |  |  |  |  |  |  |  |
|  |                                                            |  |  |  |  |  |  |  |  |  |  |  |  |  |  |  |
|  |                                                            |  |  |  |  |  |  |  |  |  |  |  |  |  |  |  |
|  | 10. Canuto V de Dinamarca                                  |  |  |  |  |  |  |  |  |  |  |  |  |  |  |  |
|  |                                                            |  |  |  |  |  |  |  |  |  |  |  |  |  |  |  |
|  |                                                            |  |  |  |  |  |  |  |  |  |  |  |  |  |  |  |
|  | 21. Riquilda de Polonia                                    |  |  |  |  |  |  |  |  |  |  |  |  |  |  |  |
|  |                                                            |  |  |  |  |  |  |  |  |  |  |  |  |  |  |  |
|  |                                                            |  |  |  |  |  |  |  |  |  |  |  |  |  |  |  |
|  | 5. Brígida de Dinamarca                                    |  |  |  |  |  |  |  |  |  |  |  |  |  |  |  |
|  |                                                            |  |  |  |  |  |  |  |  |  |  |  |  |  |  |  |
|  |                                                            |  |  |  |  |  |  |  |  |  |  |  |  |  |  |  |
|  | 1. Alberto II, duque de Sajonia                            |  |  |  |  |  |  |  |  |  |  |  |  |  |  |  |
|  |                                                            |  |  |  |  |  |  |  |  |  |  |  |  |  |  |  |
|  |                                                            |  |  |  |  |  |  |  |  |  |  |  |  |  |  |  |
|  | 24. Enrique el León                                        |  |  |  |  |  |  |  |  |  |  |  |  |  |  |  |
|  |                                                            |  |  |  |  |  |  |  |  |  |  |  |  |  |  |  |
|  |                                                            |  |  |  |  |  |  |  |  |  |  |  |  |  |  |  |
|  | 12. Guillermo de Winchester                                |  |  |  |  |  |  |  |  |  |  |  |  |  |  |  |
|  |                                                            |  |  |  |  |  |  |  |  |  |  |  |  |  |  |  |
|  |                                                            |  |  |  |  |  |  |  |  |  |  |  |  |  |  |  |
|  | 25. Matilde de Inglaterra                                  |  |  |  |  |  |  |  |  |  |  |  |  |  |  |  |
|  |                                                            |  |  |  |  |  |  |  |  |  |  |  |  |  |  |  |
|  |                                                            |  |  |  |  |  |  |  |  |  |  |  |  |  |  |  |
|  | 6. Otón I de Brunswick-Luneburgo                           |  |  |  |  |  |  |  |  |  |  |  |  |  |  |  |
|  |                                                            |  |  |  |  |  |  |  |  |  |  |  |  |  |  |  |
|  |                                                            |  |  |  |  |  |  |  |  |  |  |  |  |  |  |  |
|  | 26. Valdemar I de Dinamarca                                |  |  |  |  |  |  |  |  |  |  |  |  |  |  |  |
|  |                                                            |  |  |  |  |  |  |  |  |  |  |  |  |  |  |  |
|  |                                                            |  |  |  |  |  |  |  |  |  |  |  |  |  |  |  |
|  | 13. Helena de Dinamarca                                    |  |  |  |  |  |  |  |  |  |  |  |  |  |  |  |
|  |                                                            |  |  |  |  |  |  |  |  |  |  |  |  |  |  |  |
|  |                                                            |  |  |  |  |  |  |  |  |  |  |  |  |  |  |  |
|  | 27. Sofía de Minsk                                         |  |  |  |  |  |  |  |  |  |  |  |  |  |  |  |
|  |                                                            |  |  |  |  |  |  |  |  |  |  |  |  |  |  |  |
|  |                                                            |  |  |  |  |  |  |  |  |  |  |  |  |  |  |  |
|  | 3. Elena de Brunswick-Luneburgo                            |  |  |  |  |  |  |  |  |  |  |  |  |  |  |  |
|  |                                                            |  |  |  |  |  |  |  |  |  |  |  |  |  |  |  |
|  |                                                            |  |  |  |  |  |  |  |  |  |  |  |  |  |  |  |
|  | 28. Otón I de Brandemburgo                                 |  |  |  |  |  |  |  |  |  |  |  |  |  |  |  |
|  |                                                            |  |  |  |  |  |  |  |  |  |  |  |  |  |  |  |
|  |                                                            |  |  |  |  |  |  |  |  |  |  |  |  |  |  |  |
|  | 14. Alberto II de Brandemburgo                             |  |  |  |  |  |  |  |  |  |  |  |  |  |  |  |
|  |                                                            |  |  |  |  |  |  |  |  |  |  |  |  |  |  |  |
|  |                                                            |  |  |  |  |  |  |  |  |  |  |  |  |  |  |  |
|  | 29. Ada de Holanda                                         |  |  |  |  |  |  |  |  |  |  |  |  |  |  |  |
|  |                                                            |  |  |  |  |  |  |  |  |  |  |  |  |  |  |  |
|  |                                                            |  |  |  |  |  |  |  |  |  |  |  |  |  |  |  |
|  | 7. Matilda de Brandemburgo, duquesa de Brunswick-Luneburgo |  |  |  |  |  |  |  |  |  |  |  |  |  |  |  |
|  |                                                            |  |  |  |  |  |  |  |  |  |  |  |  |  |  |  |
|  |                                                            |  |  |  |  |  |  |  |  |  |  |  |  |  |  |  |
|  | 30. Conrado II de Lusacia                                  |  |  |  |  |  |  |  |  |  |  |  |  |  |  |  |
|  |                                                            |  |  |  |  |  |  |  |  |  |  |  |  |  |  |  |
|  |                                                            |  |  |  |  |  |  |  |  |  |  |  |  |  |  |  |
|  | 15. Matilde de Lusacia                                     |  |  |  |  |  |  |  |  |  |  |  |  |  |  |  |
|  |                                                            |  |  |  |  |  |  |  |  |  |  |  |  |  |  |  |
|  |                                                            |  |  |  |  |  |  |  |  |  |  |  |  |  |  |  |
|  | 31. Isabel de la Gran Polonia                              |  |  |  |  |  |  |  |  |  |  |  |  |  |  |  |
|  |                                                            |  |  |  |  |  |  |  |  |  |  |  |  |  |  |  |
|  |                                                            |  |  |  |  |  |  |  |  |  |  |  |  |  |  |  |